# Réguisheim
Réguisheim (aussi écrit Reguisheim) est une commune française située dans l'aire d'attraction de Mulhouse et faisant partie de la collectivité européenne d'Alsace (circonscription administrative du Haut-Rhin), en région Grand Est.
Cette commune se trouve dans la région historique et culturelle d'Alsace.
Ses habitants sont appelés les Réguisheimoises ou Réguisheimois.

## Géographie
Ce village alsacien, situé à mi-chemin entre Colmar et Mulhouse, est traversé par l'Ill (France).
Cette rivière se jette dans le Rhin à hauteur de Strasbourg.
|            | Meyenheim  | Hirtzfelden |
| Merxheim   | Réguisheim |             |
| Ungersheim | Ensisheim  | Munchhouse  |

### Hydrographie

#### Réseau hydrographique
La commune est dans le bassin versant du Rhin au sein du bassin Rhin-Meuse. Elle est drainée par l'Ill, la Vieille Thur, le canal Vauban, le Lohbach et le Wohlbach,,.
L'Ill, d'une longueur de 217 km, prend sa source dans la commune de Winkel et se jette  dans le Grand Canal d'Alsace à Offendorf, après avoir traversé 68 communes. Les caractéristiques hydrologiques de l'Ill sont données par la station hydrologique située sur la commune d'Ensisheim. Le débit moyen mensuel est de 10,8 m3/s. Le débit moyen journalier maximum est de 238 m3/s, atteint lors de la crue du 26 mai 1983. Le débit instantané maximal est quant à lui de 296 m3/s, atteint le 15 février 1990.

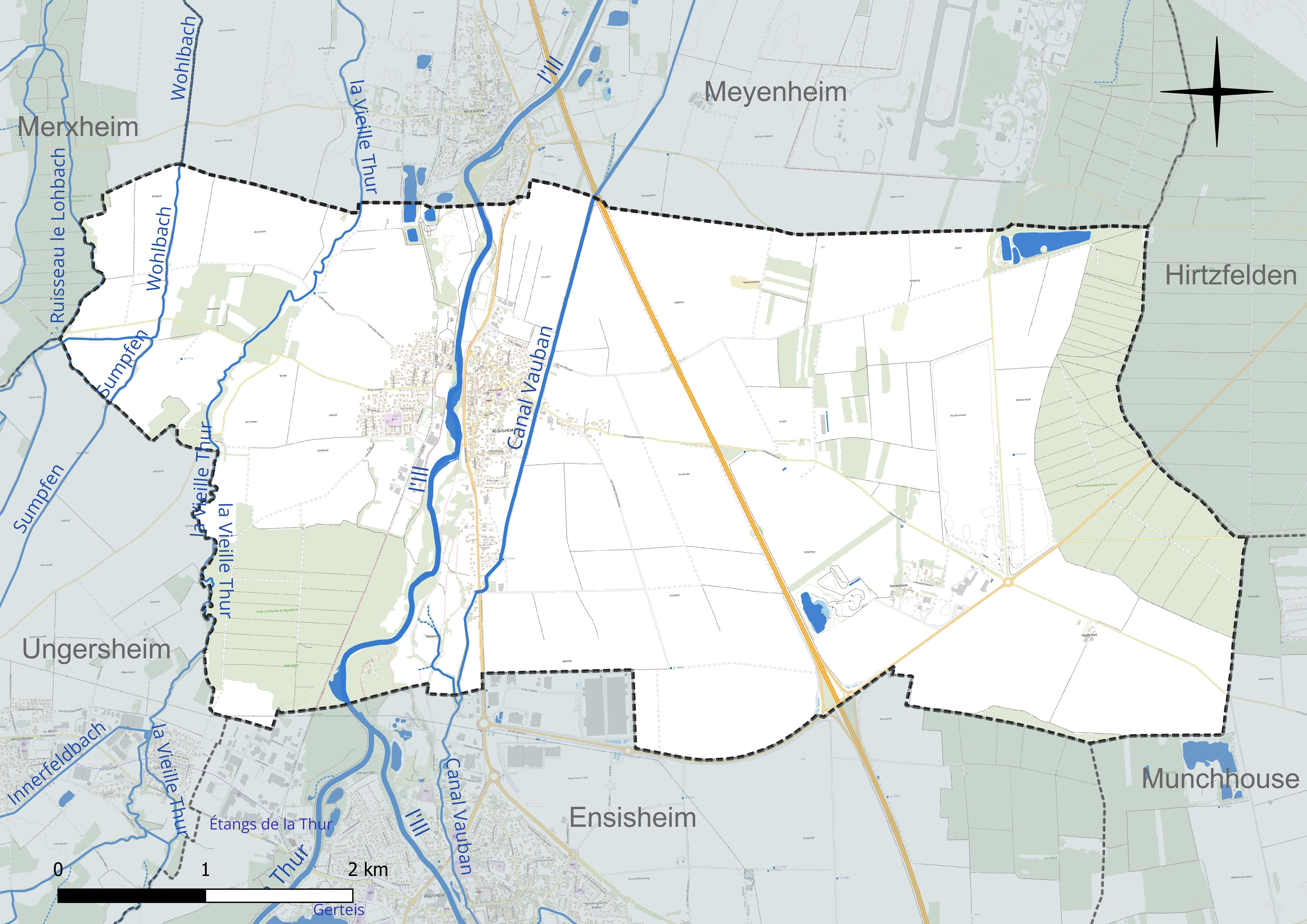
Réseau hydrographique de Réguisheim.

La Vieille Thur, d'une longueur de 26 km, prend sa source dans la commune de Pulversheim et se jette  dans la Lauch à Eguisheim, après avoir traversé 13 communes. 
Le canal Vauban, d'une longueur de 24 km, prend sa source dans la commune de Ensisheim et se jette  dans la rigole de Widensohlen à Neuf-Brisach, après avoir traversé 14 communes. 
Le Lohbach, d'une longueur de 19 km, prend sa source dans la commune de Uffholtz et se jette  dans la Lauch à Rouffach, après avoir traversé onze communes. 

#### Gestion et qualité des eaux
Le territoire communal est couvert par le schéma d'aménagement et de gestion des eaux (SAGE) « Ill Nappe Rhin ». Ce document de planification concerne la nappe phréatique rhénane, les cours d'eau de la plaine d'Alsace et du piémont oriental du Sundgau, les canaux situés entre l'Ill et le Rhin et les zones humides de la plaine d'Alsace. Le périmètre s’étend sur 3 596 km2. Il a été approuvé le 17 janvier 2005. La structure porteuse de l'élaboration et de la mise en œuvre est la région Grand Est. 
La qualité des cours d’eau peut être consultée sur un site dédié géré par les agences de l’eau et l’Agence française pour la biodiversité. 

### Climat
Pour des articles plus généraux, voir Climat du Grand Est et Climat du Haut-Rhin.
En 2010, le climat de la commune est de type climat des marges montargnardes, selon une étude du Centre national de la recherche scientifique s'appuyant sur une série de données couvrant la période 1971-2000. En 2020, Météo-France publie une typologie des climats de la France métropolitaine dans laquelle la commune est exposée à un climat semi-continental et est dans une zone de transition entre les régions climatiques « Vosges » et « Alsace ». 
Pour la période 1971-2000, la température annuelle moyenne est de 10,4 °C, avec une amplitude thermique annuelle de 17,8 °C. Le cumul annuel moyen de précipitations est de 611 mm, avec 8,2 jours de précipitations en janvier et 8,9 jours en juillet. Pour la période 1991-2020, la température moyenne annuelle observée sur la station météorologique de Météo-France la plus proche, « Colmar-Meyenheim », sur la commune de Meyenheim à 2 km à vol d'oiseau, est de 11,3 °C et le cumul annuel moyen de précipitations est de 595,0 mm. 
La température maximale relevée sur cette station est de 40,9 °C, atteinte le 13 août 2003 ; la température minimale est de −24,8 °C, atteinte le 27 février 1986,,. 
| Mois                                  | jan.           | fév.             | mars           | avril           | mai             | juin          | jui.          | août           | sep.          | oct.            | nov.             | déc.            | année      |
| ------------------------------------- | -------------- | ---------------- | -------------- | --------------- | --------------- | ------------- | ------------- | -------------- | ------------- | --------------- | ---------------- | --------------- | ---------- |
| Température minimale moyenne (°C)     | −0,8           | −0,7             | 1,9            | 5,1             | 9,4             | 12,9          | 14,4          | 14             | 10,2          | 6,7             | 2,7              | 0,2             | 6,3        |
| Température moyenne (°C)              | 2,4            | 3,5              | 7,2            | 11,1            | 15,2            | 18,8          | 20,6          | 20,3           | 16,1          | 11,5            | 6,2              | 3,2             | 11,3       |
| Température maximale moyenne (°C)     | 5,6            | 7,6              | 12,6           | 17,1            | 21              | 24,7          | 26,7          | 26,5           | 22            | 16,3            | 9,8              | 6,3             | 16,4       |
| Record de froid (°C) date du record   | −22 19.01.1966 | −24,8 27.02.1986 | −16 01.03.1963 | −7,3 13.04.1986 | −3,1 01.05.1962 | 2,1 03.06.06  | 4 07.07.1962  | 3,2 29.08.1963 | −1 18.09.1971 | −7,6 31.10.1997 | −13,1 23.11.1998 | −19 28.12.1962  | −24,8 1986 |
| Record de chaleur (°C) date du record | 18,6 01.01.23  | 22,7 24.02.21    | 27,3 31.03.21  | 29,7 21.04.18   | 34,7 25.05.09   | 38,6 30.06.19 | 38,7 04.07.15 | 40,9 13.08.03  | 33,8 11.09.23 | 30,7 02.10.23   | 24 07.11.15      | 20,3 16.12.1989 | 40,9 2003  |
| Ensoleillement (h)                    | 713            | 992              | 1 563          | 1 894           | 2 101           | 2 344         | 2 513         | 2 327          | 1 811         | 1 218           | 722              | 626             | 18 822     |
| Précipitations (mm)                   | 33,1           | 30,6             | 34             | 42,8            | 69,8            | 66,2          | 62,8          | 60,8           | 51,3          | 56,8            | 43,6             | 43,2            | 595        |

| Diagramme climatique                                  |             |           |             |           |              |              |            |            |             |            |            |
| J                                                     | F           | M         | A           | M         | J            | J            | A          | S          | O           | N          | D          |
| 5,6−0,833,1                                           | 7,6−0,730,6 | 12,61,934 | 17,15,142,8 | 219,469,8 | 24,712,966,2 | 26,714,462,8 | 26,51460,8 | 2210,251,3 | 16,36,756,8 | 9,82,743,6 | 6,30,243,2 |
| Moyennes : • Temp. maxi et mini °C • Précipitation mm |             |           |             |           |              |              |            |            |             |            |            |

Les paramètres climatiques de la commune ont été estimés pour le milieu du siècle (2041-2070) selon différents scénarios d'émission de gaz à effet de serre à partir des nouvelles projections climatiques de référence DRIAS-2020. Ils sont consultables sur un site dédié publié par Météo-France en novembre 2022.

## Urbanisme

### Typologie
Au 1er janvier 2024, Réguisheim est catégorisée bourg rural, selon la nouvelle grille communale de densité à sept niveaux définie par l'Insee en 2022.
Elle est située hors unité urbaine. Par ailleurs la commune fait partie de l'aire d'attraction de Mulhouse, dont elle est une commune de la couronne,. Cette aire, qui regroupe 132 communes, est catégorisée dans les aires de 200 000 à moins de 700 000 habitants,.

### Occupation des sols
L'occupation des sols de la commune, telle qu'elle ressort de la base de données européenne d’occupation biophysique des sols Corine Land Cover (CLC), est marquée par l'importance des territoires agricoles (71 % en 2018), en diminution par rapport à 1990 (78,3 %). La répartition détaillée en 2018 est la suivante : 
terres arables (69,5 %), forêts (15,7 %), zones urbanisées (5,2 %), mines, décharges et chantiers (3,3 %), milieux à végétation arbustive et/ou herbacée (2,8 %), zones industrielles ou commerciales et réseaux de communication (2,1 %), zones agricoles hétérogènes (1,5 %). L'évolution de l’occupation des sols de la commune et de ses infrastructures peut être observée sur les différentes représentations cartographiques du territoire : la carte de Cassini (XVIIIe siècle), la carte d'état-major (1820-1866) et les cartes ou photos aériennes de l'IGN pour la période actuelle (1950 à aujourd'hui).

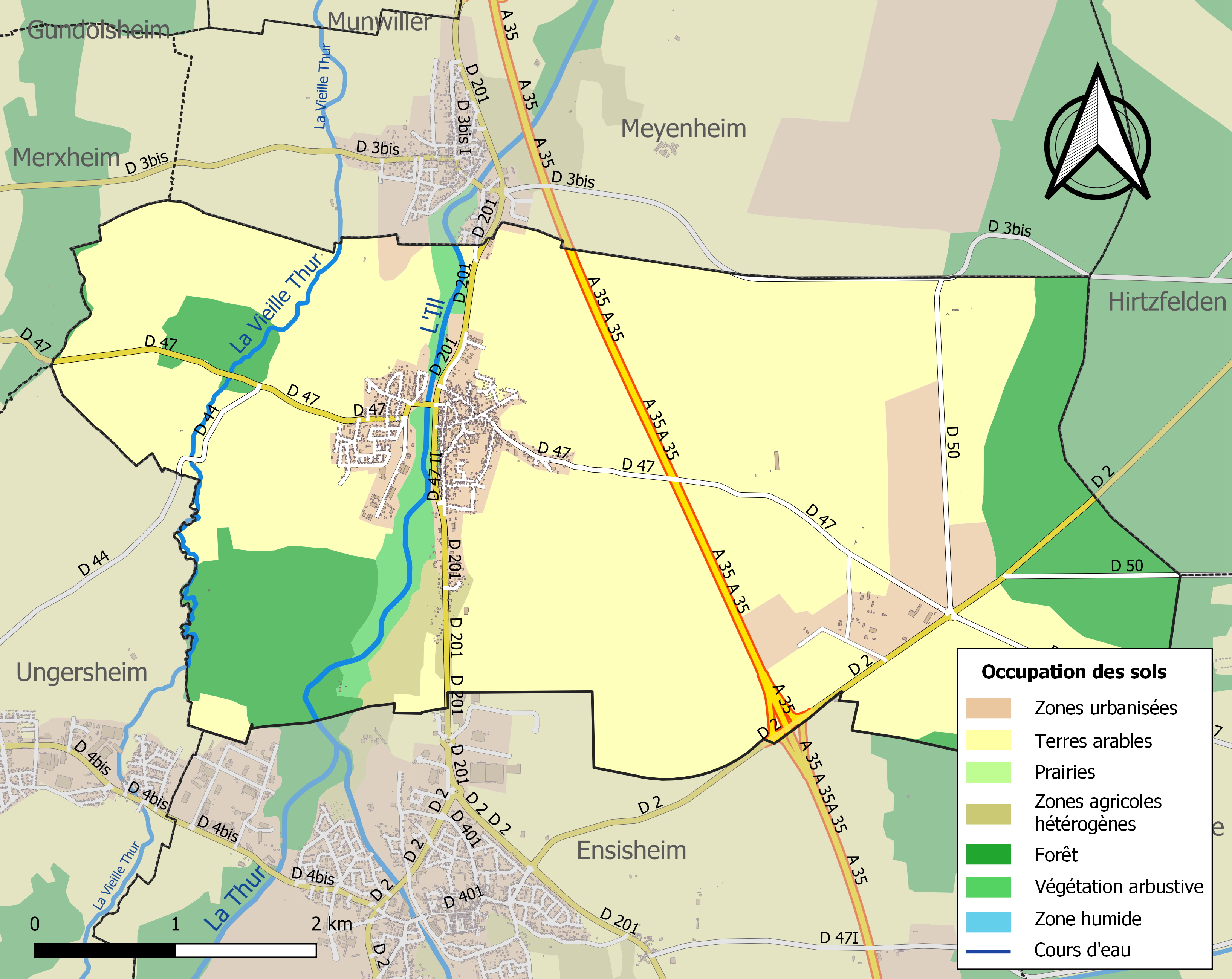
Carte des infrastructures et de l'occupation des sols de la commune en 2018 (CLC).

## Histoire
Église Saint-Étienne, de style roman du XIIe siècle. À l'est du village se trouvait le village disparu de Sermensheim.
La commune a été décorée le 2 novembre 1921 de la croix de guerre 1914-1918.

### Héraldique
| Blason de Réguisheim | Les armes de Réguisheim se blasonnent ainsi : « D'argent à trois cœurs de gueules posés en pal, à grandeur décroissante de la pointe vers le chef, l'un soutenant l'autre. » |

L'emblème du village est un blason représentant 3 cœurs rouges, en référence à une histoire s'étant déroulée au Moyen Âge pendant une épidémie de peste (le village ayant accueilli les malades).

## Politique et administration

### Liste des maires
| Période                                  | Période      | Identité                | Étiquette | Qualité                                                                                       |
| ---------------------------------------- | ------------ | ----------------------- | --------- | --------------------------------------------------------------------------------------------- |
| Les données manquantes sont à compléter. |              |                         |           |                                                                                               |
| 1790                                     | 1795         | Georges Hassenforder    |           |                                                                                               |
| 1795                                     | 1799         | Étienne Hassenforder    |           | Maître d'école                                                                                |
| 1799                                     | 1813         | Nicolas Braun           |           |                                                                                               |
| 1813                                     | 1816         | André Wehekind          |           | Militaire                                                                                     |
| 1816                                     | 1819         | François Xavier Weiss   |           | Cultivateur                                                                                   |
| 1819                                     | 1830         | Étienne Hassenforder    |           | Cultivateur                                                                                   |
| 1830                                     | 1835         | André Wehekindt         |           | Propriétaire                                                                                  |
| 1835                                     | 1837         | Georges Meyer           |           |                                                                                               |
| 1837                                     | 1851         | François Xavier Weiss   |           |                                                                                               |
| 1851                                     | 1859         | Nicolas Braun           |           | Cultivateur                                                                                   |
| 1860                                     | 1864         | Jean-Baptiste Ganter    |           | Cultivateur et maréchal-ferrant, ancien adjoint au maire                                      |
| 1864                                     | 1881         | François Antoine Ganter |           |                                                                                               |
| 1881                                     | 1891         | Paul Siffert            |           | Ébéniste                                                                                      |
| 1891                                     | 1902         | Louis Weiss             |           |                                                                                               |
| 1902                                     | 1917         | Xavier Heinrich         |           |                                                                                               |
| 1917                                     | 1919         | Remy                    |           |                                                                                               |
| 1919                                     | 1919         | Xavier Heinrich         |           |                                                                                               |
| 1919                                     | 1922         | Victor Weiss            |           |                                                                                               |
| 1922                                     | 1929         | Eugène Kuntzelmann      |           |                                                                                               |
| 1929                                     | 1935         | Victor Rietzler         |           |                                                                                               |
| 1935                                     | 1941         | Jules Heymann           |           |                                                                                               |
| 1941                                     | 1945         | François Krust          |           |                                                                                               |
| 1945                                     | 1945         | Albert Kuntzelmann      |           |                                                                                               |
| 1945                                     | 1947         | Joseph Fleith           |           |                                                                                               |
| 1947                                     | 1953         | Joseph Schwenger        |           |                                                                                               |
| 1953                                     | 1970         | Joseph Fleith           |           |                                                                                               |
| 1970                                     | mars 1983    | Léon Haefflinger        |           |                                                                                               |
| mars 1983                                | mars 2001    | Alfred Klein            |           |                                                                                               |
| mars 2001                                | juillet 2020 | Bernard Hoegy           | DVD       | Artisan                                                                                       |
| juillet 2020                             | En cours     | Frank Paulus            | SE        | Conseiller commercial dans l'automobile Vice-président de la CC du Centre Haut-Rhin (2020 → ) |

### Budget et fiscalité 2015
En 2015, le budget de la commune était constitué ainsi :
- total des produits de fonctionnement : 1 716 000 €, soit 935 € par habitant ;
- total des charges de fonctionnement : 1 309 000 €, soit 714 € par habitant ;
- total des ressources d'investissement : 1 019 000 €, soit 555 € par habitant ;
- total des emplois d'investissement : 753 000 €, soit 410 € par habitant ;
- endettement : 4 370 000 €, soit 2 381 € par habitant.

Avec les taux de fiscalité suivants :
- taxe d'habitation : 9,01 % ;
- taxe foncière sur les propriétés bâties : 9,05 % ;
- taxe foncière sur les propriétés non bâties : 52,08 % ;
- taxe additionnelle à la taxe foncière sur les propriétés non bâties : 0,00 % ;
- cotisation foncière des entreprises : 0,00 %.

## Démographie

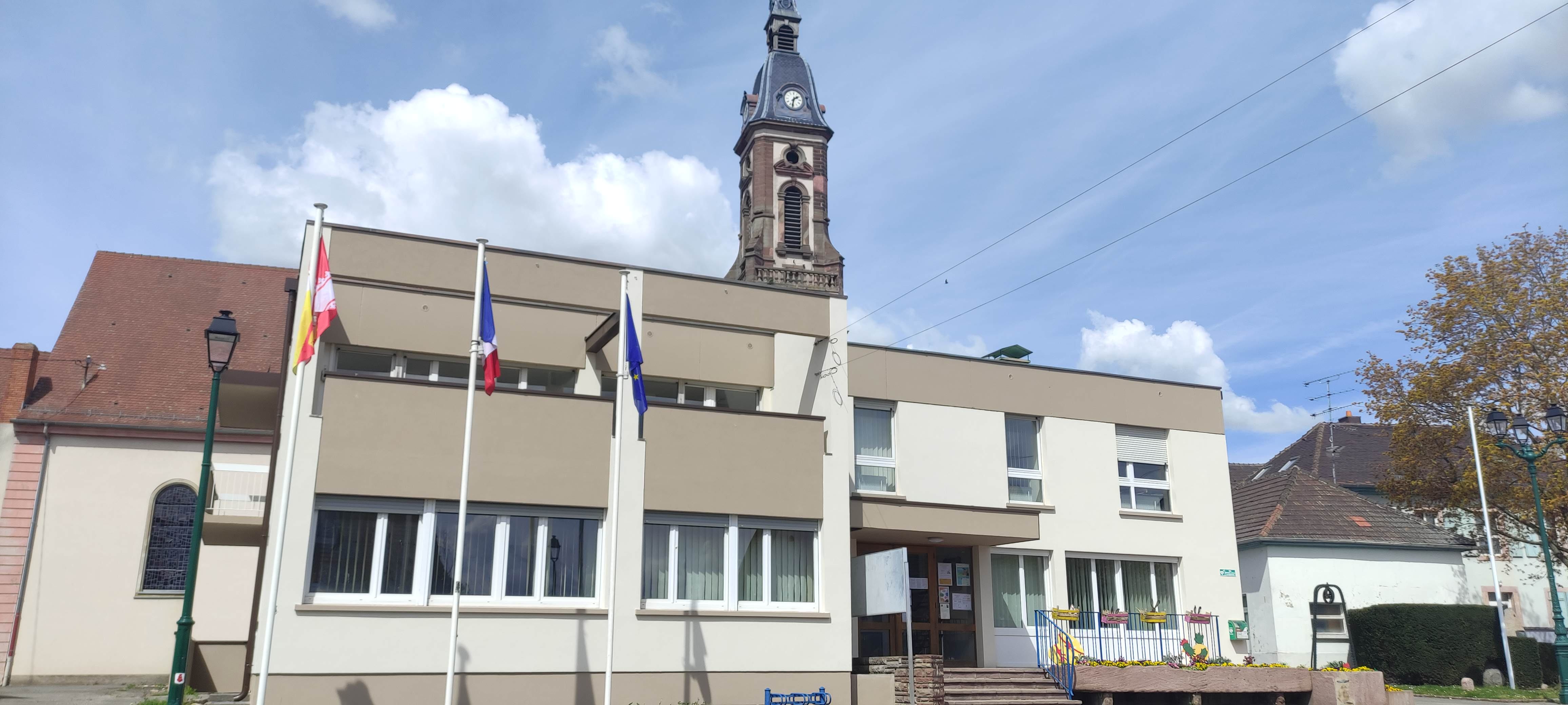
Mairie de Réguisheim

L'évolution du nombre d'habitants est connue à travers les recensements de la population effectués dans la commune depuis 1793. Pour les communes de moins de 10 000 habitants, une enquête de recensement portant sur toute la population est réalisée tous les cinq ans, les populations de référence des années intermédiaires étant quant à elles estimées par interpolation ou extrapolation. Pour la commune, le premier recensement exhaustif entrant dans le cadre du nouveau dispositif a été réalisé en 2004.

En 2022, la commune comptait 2 036 habitants, en évolution de +10,23 % par rapport à 2016 (Haut-Rhin : +0,66 %, France hors Mayotte : +2,11 %).
| 1793  | 1800  | 1806  | 1821  | 1831  | 1836  | 1841  | 1846  | 1851  |
| ----- | ----- | ----- | ----- | ----- | ----- | ----- | ----- | ----- |
| 1 166 | 1 261 | 1 354 | 1 485 | 1 878 | 2 090 | 2 089 | 2 209 | 2 132 |

| 1856  | 1861  | 1866  | 1871  | 1875  | 1880  | 1885  | 1890  | 1895  |
| ----- | ----- | ----- | ----- | ----- | ----- | ----- | ----- | ----- |
| 2 088 | 2 145 | 2 048 | 1 975 | 1 740 | 1 631 | 1 643 | 1 676 | 1 621 |

| 1900  | 1905  | 1910  | 1921  | 1926  | 1931  | 1936  | 1946  | 1954  |
| ----- | ----- | ----- | ----- | ----- | ----- | ----- | ----- | ----- |
| 1 582 | 1 505 | 1 477 | 1 465 | 1 486 | 1 472 | 1 356 | 1 266 | 1 279 |

| 1962  | 1968  | 1975  | 1982  | 1990  | 1999  | 2004  | 2006  | 2009  |
| ----- | ----- | ----- | ----- | ----- | ----- | ----- | ----- | ----- |
| 1 273 | 1 239 | 1 304 | 1 612 | 1 536 | 1 660 | 1 749 | 1 741 | 1 725 |

| 2014  | 2019  | 2022  | - | - | - | - | - | - |
| ----- | ----- | ----- | - | - | - | - | - | - |
| 1 826 | 1 990 | 2 036 | - | - | - | - | - | - |

Les résultats affichés pour la ville de Réguisheim datent de la collecte de 2004

La population était de : 1 749 personnes avec 48,5 % d'hommes et 51,5 % de femmes.
Le nombre de célibataires était de 26,2 % dans la population.
Les couples mariés représententaient 62,3 % de la population.
Dans la commune de Réguisheim, les divorcés représentaient 4,4 %. 
Le nombre de veufs étaient de 7,1 % à Réguisheim.
La population de la ville de Réguisheim en 1999

Il y avait 1 666 personnes avec 49,3 % d'hommes et 50,7 % de femmes
Les données économiques de la ville de Réguisheim

Le taux de chômage en 2004 était de 6,2 % et en 1999 il était de 5,5 %.
Les retraités et les préretraités représentaient 17,3 % de la population en 2004 et 14,9 % en 1999.
Le taux d'activité était de 74,2 % en 2004 et de 70,9 % en 1999.

## Lieux et monuments

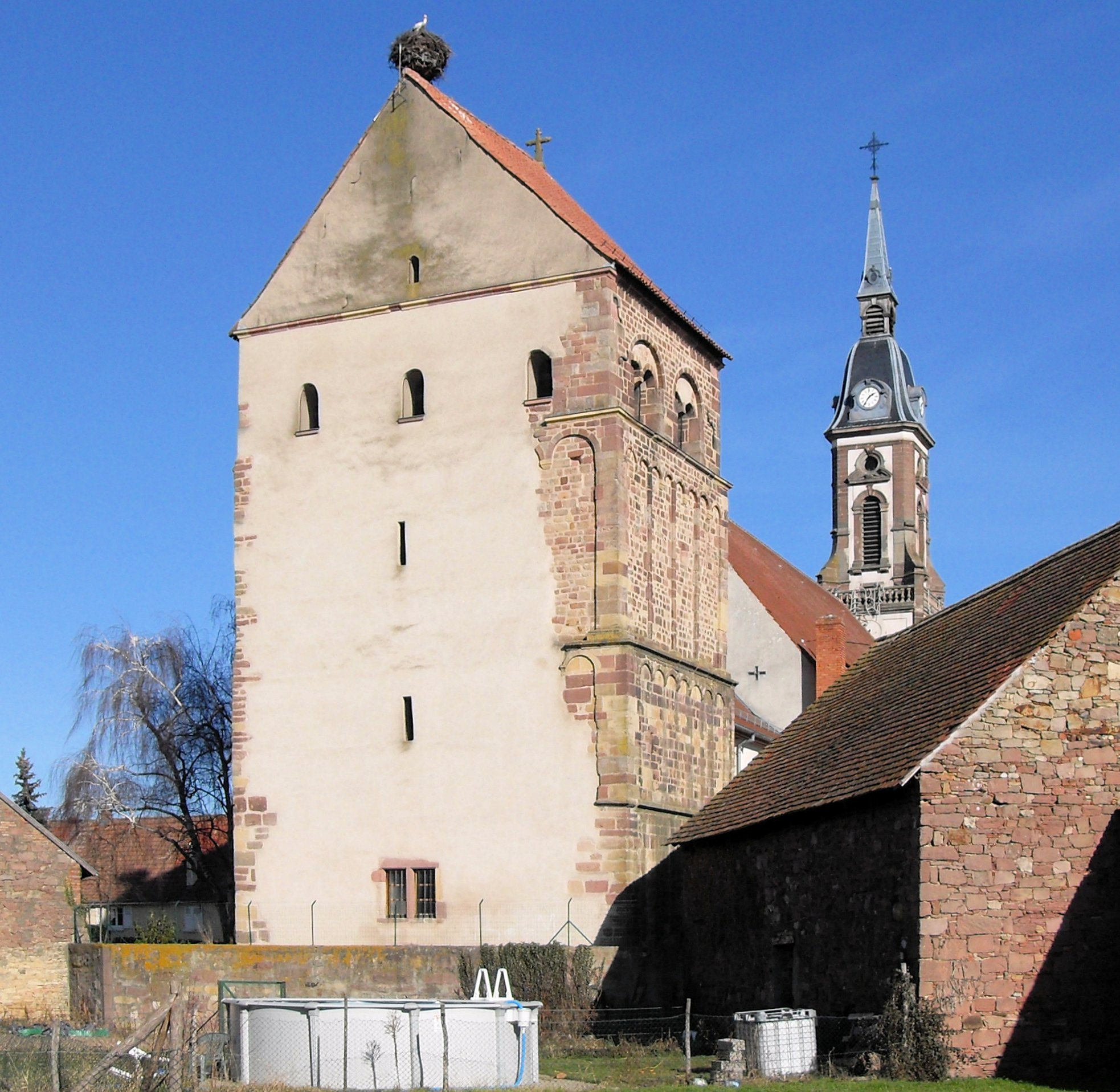
L'église Saint-Étienne, côté sud-ouest.
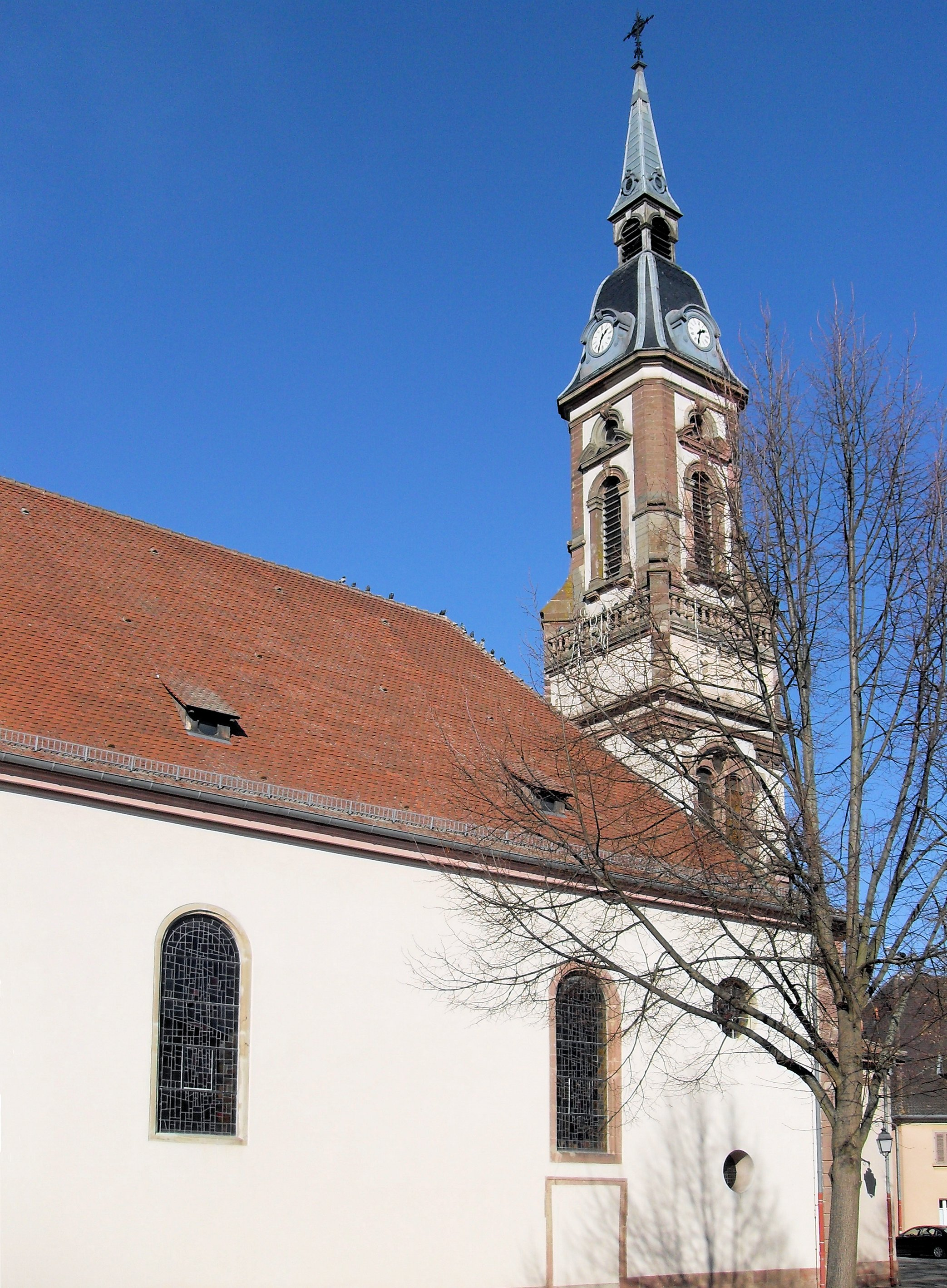
Clocher église, côté sud.
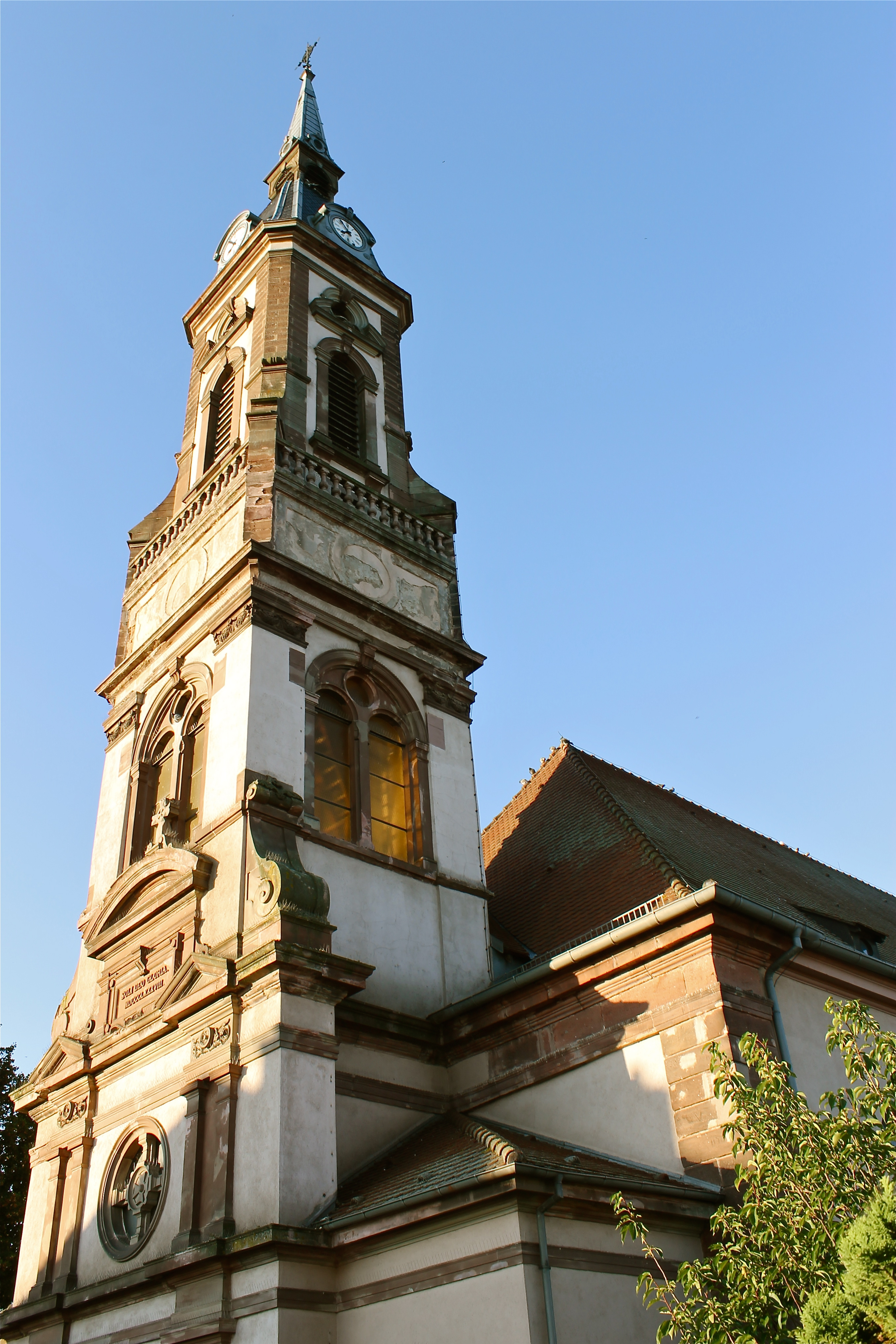
Église, détail clocher.
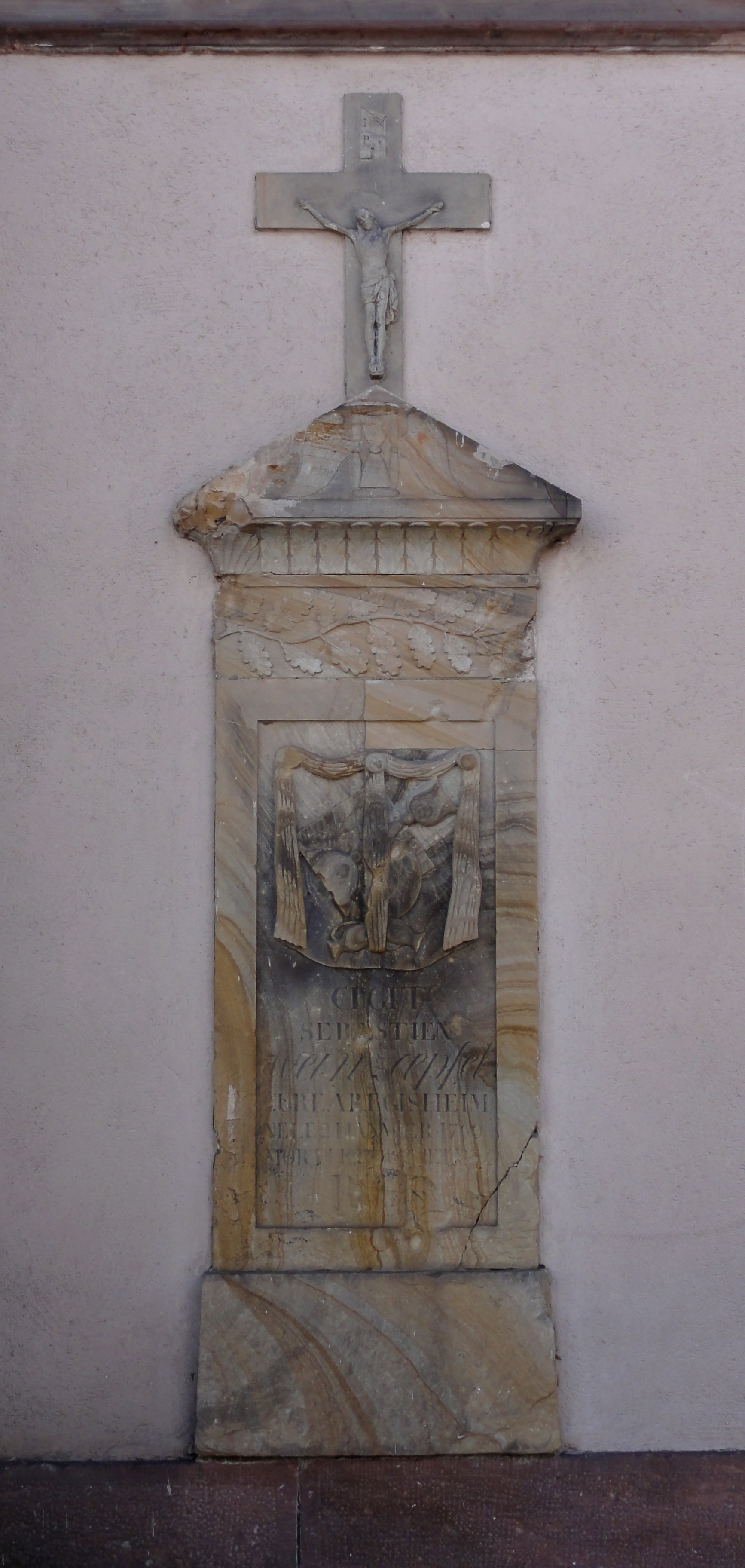
Pierre tombale curé Wein-
zaepfel[32].
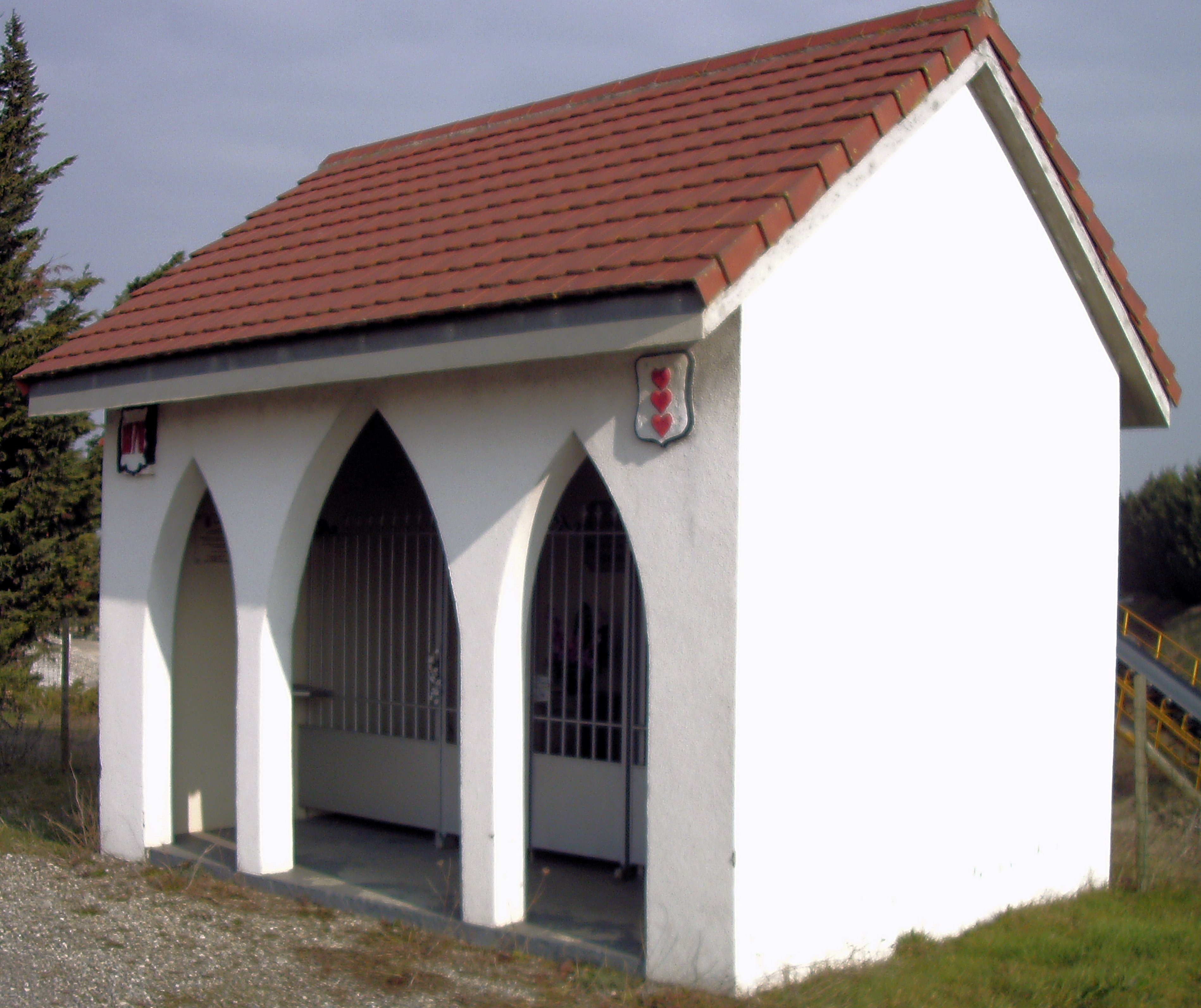
Chapelle Sermesheim.

- Église catholique Saint-Étienne, avec son clocher en bâtière classé au titre des monuments historiques par arrêté du 6 décembre 1988[33],[34] et son orgue[35],[36].
- Synagogue dont l'existence est attestée en 1826[37], actuellement désaffectée et utilisée comme entrepôt agricole ; au plafond décor stuqué daté 1886[38],[39].
- Presbytère[40].
- Chapelle Sermensheim[41].
- Oratoire de 1869[42].
- Monuments commémoratifs[43].
- Maison aux dîmes[44].
- Maison de maréchal-ferrant de 1746-1877[45].
- Mairie construite dans les années 1970 : remplace avantageusement l'ancienne mairie détruite par un incendie[46].
- Rond-point de la Grand Rue[47].

## Économie
- Ancienne filature de coton[48].

## Personnalités liées à la commune
- René Birr (1922-1943), résistant alsacien ;